# 阿德剌斯忒亚
阿德剌斯忒亚（“无法逃避的”）出自约公元前6世纪的史诗《弗罗尼斯》中弗里吉亚山女神。在后来与以下女神混同：
- 阿德剌斯忒亚（英语：Adrasteia）在公元前3世纪被卡利马科斯认为是克里特岛的宁芙，墨利修斯（蜂人）的女儿（一说她是宙斯和阿南刻的女儿）。她受到瑞亚的委托而和她的姊妹伊得（Ίδη）一起在一个山洞里秘密抚养初生的宙斯，以逃避其父克罗诺斯的杀害。

- 弗里吉亚女神库柏勒。
- 报应女神涅墨西斯。
- 俄耳甫斯教女神阿南刻。
- 阿尔忒弥斯。
- 瑞亚。
- 伊西斯。